# Олександрія (Самарівський район)
Олександрі́я — село в Україні, в Перещепинській міській громаді Самарівського району Дніпропетровської області. Населення за переписом 2001 року становить 12 осіб.

## Географія
Село Олександрія знаходиться на відстані 2,5 км від села Свічанівка і селища Вишневе. Поруч проходить залізниця, платформа 134 км.